# Uetzing
Uetzing ist ein Gemeindeteil der oberfränkischen Stadt Bad Staffelstein im Landkreis Lichtenfels.

## Geografie
Uetzing liegt etwa sieben Kilometer östlich von Bad Staffelstein unterhalb vom Staffelberg in einer Talmulde, die vom Bach Döberten in Richtung Westen durchflossen wird. Die Kreisstraße LIF 16 quert den Ort.
In der Region wachsen im Talgrund, an den ansteigenden Trockenhängen sowie auf den kargen und steinigen Hochflächen zahlreiche Walnussbäume.

## Geschichte
Uetzing wurde erstmals 1137 urkundlich erwähnt. Es gehörte zur Grundausstattung der Zelle St. Getreu zu Bamberg und war Lehnbesitz des „Waldo Preter Vtzingen“. Die nächste Nennung war um 1139, als Bischof Otto dem Spital St. Gertrud Einkünfte aus Besitzungen zuwies, darunter „Utzingen“. Der Ortsnamen geht wohl auf den Personennamen „Utzo“ zurück.
Allerdings ist die Ansiedlung wohl deutlich älter. In dem Ort stand vielleicht eine der urkundlich erwähnten 14 Slavenkirchen, die Karl der Große um das Jahr 800 errichten ließ.
Im Jahr 1801 hatte das Pfarrdorf eine Pfarrkirche, einen Pfarrhof, ein Schulhaus, eine Gemeindebadstube, ein Gemeindehaus, ein Gemeindehirtenhaus, ein Wirtshaus und 91 weitere Häuser. Unter anderem besaßen das Kloster Michelsberg und die Herren von Künsberg zu Thurnau je siebzehn häusliche Lehen, fünfzehn die Herren von Schaumberg, zehn das Hochstift Bamberg und sieben das Kloster Langheim. Die Landeshoheit, Zent, Dorf-, Gemeinde- und Flurherrschaft hatte das Hochstift.
1862 wurde Uetzing in das neu geschaffene bayerische Bezirksamt Staffelstein eingegliedert. Die Landgemeinde gehörte zum Landgericht Staffelstein.
1871 hatte Uetzing 571 Einwohner, 237 Gebäude und 114 Wohngebäude. Die katholische Schule und Kirche befanden sich im Ort. Im Jahr 1900 lebten in der Landgemeinde Uetzing 509 Personen in 108 Wohngebäuden und 1925 530 Personen, die alle katholisch waren, in 102 Wohngebäuden. 1950 hatte Uetzing 694 Einwohner und 100 Wohngebäude. Im Jahr 1970 zählte das Pfarrdorf 535, 1987 502 Einwohner sowie 124 Wohnhäuser mit 144 Wohnungen.
Am 1. Juli 1972 wurde der Landkreis Staffelstein aufgelöst und Uetzing gehört seitdem zum Landkreis Lichtenfels. Am 1. Januar 1978 folgte die Eingliederung der Gemeinde nach Staffelstein.

## Sehenswürdigkeiten

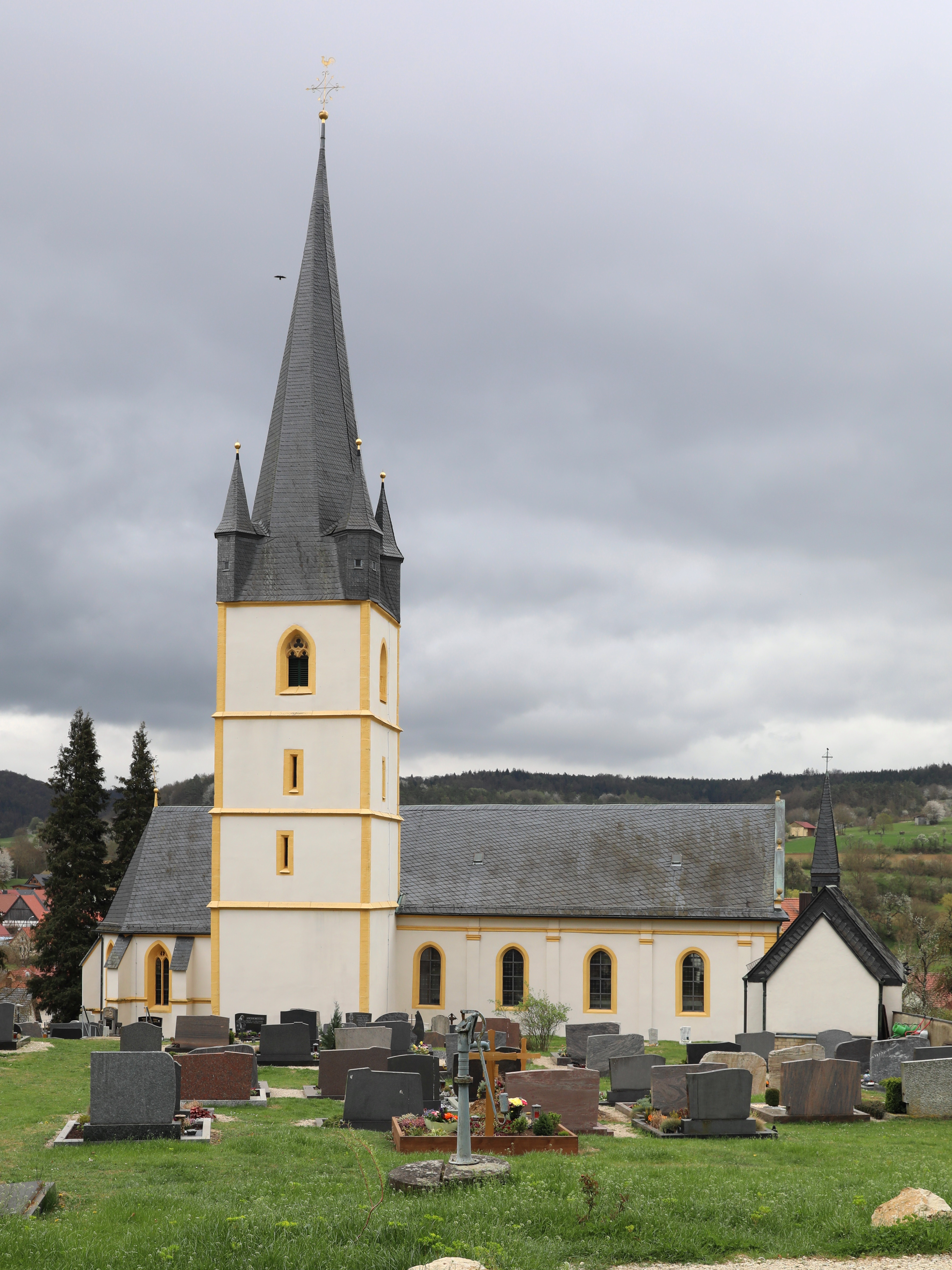
Pfarrkirche St. Johannes der Täufer

Die katholische Pfarrkirche St. Johannes der Täufer prägt das Ortsbild. Sie besitzt einen Chor aus dem 14./15. Jahrhundert, einen im Kern hochmittelalterlichen Kirchturm von 1559 und ein Langhaus von 1719.
In der Liste der Baudenkmäler in Uetzing sind 27 Sehenswürdigkeiten aufgeführt.